# Feel My Power
Feel My Power jest minialbumem MC Hammera wydanym w 1987, którego producentem był Felton Pilate. Dzięki sprzedaży 60 tysięcy kopii tego albumu, MC Hammer dostał oferty od większych wytwórni.

## Lista piosenkek
1. "That's What I Said"
2. "Ring 'Em"
3. "Get It Started"
4. "Feel My Power"
5. "The Thrill Is Gone"
6. "Mix It Toss It & Bust It"
7. "Son of the King"
8. "Brother Versus Brother"
9. "I Can Make It Better"